# 桃子園
桃子園，是台灣高雄市鼓山區的一個傳統區域名稱，位於該區西部，與竹子腳、內惟、前峰尾、哨船頭等地相鄰。相較於今日行政區，範圍大致包括左營區的左營港南岸、壽山北側平地以及鼓山區的壽山西半部面海部分，即左營區崇實里南部邊界西大半段、鼓山區桃源里不含中東部及南部。

## 地名

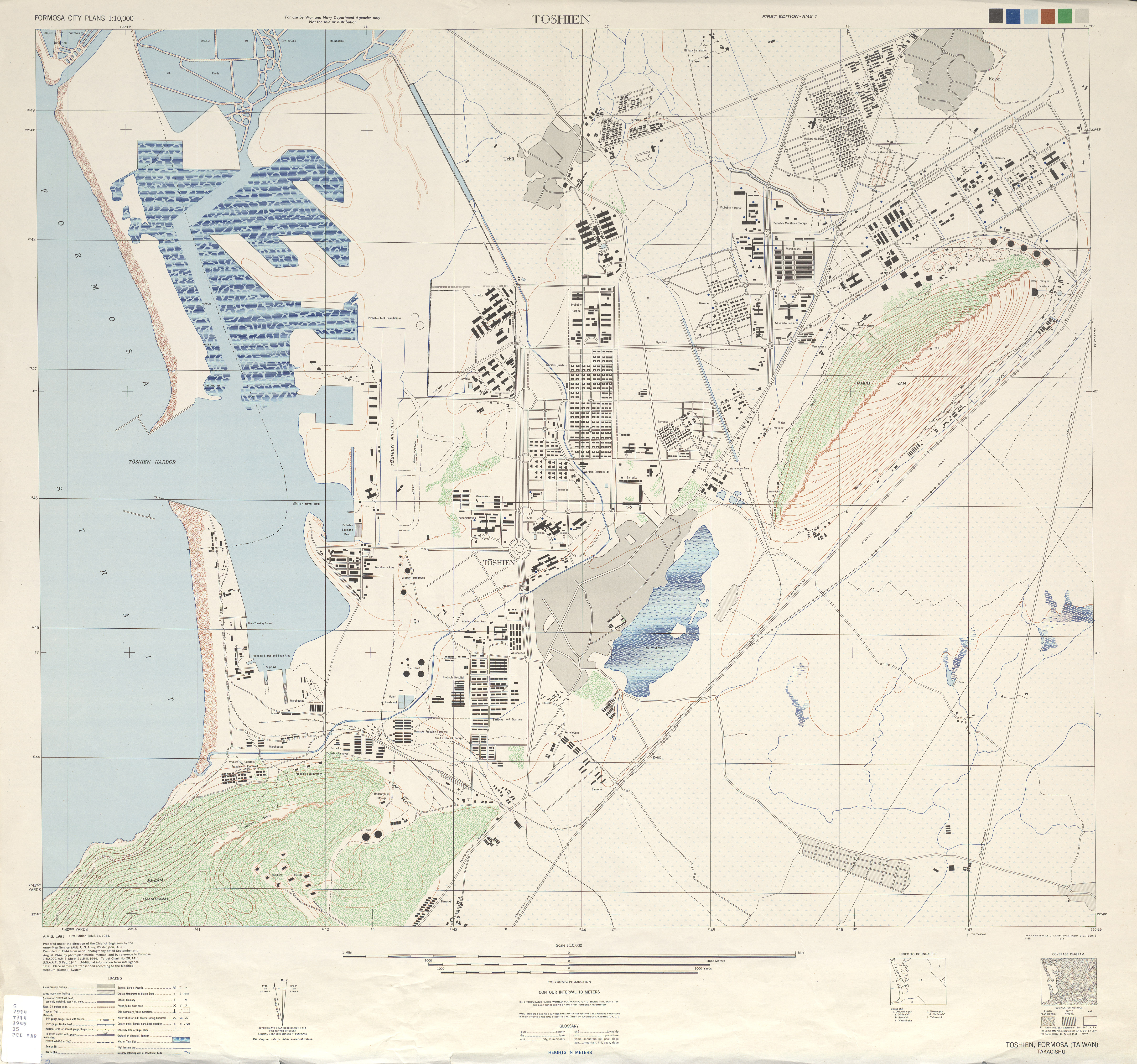
美軍的「桃子園」地圖。

桃子園的日語英譯「Toshien」曾為美軍使用，指稱今日涵蓋左營區、楠梓區一帶在內的更大區域，例如稱左營軍港為「Toshien Harbor」（桃子園港），海軍煉油廠稱「Toshien Oil Refinery」（桃子園煉油廠）等。

## 歷史
桃子園遺址位在柴山北端，出土有距今3500年到2000年左右鳳鼻頭文化的貝塚與網墜等文物。
1895年，清朝在桃子園上緊急設了砲台，並駐有清兵，在日軍上陸後潰散。
桃子園舊有聚落在日治時期因闢建軍港與軍事設施而被迫遷村。二次大戰後則成為軍事管制區，以及軍營進一步擴建的地點。
1920年時實施州廳制，桃子園為高雄州高雄郡左營庄下轄的大字，1924年高雄郡廢郡，左營庄改岡山郡所轄，1932年與左營庄前峰尾一起併入高雄州高雄市。1933年時，桃子園有人口2062人。1945年日本戰敗，國民政府將高雄市改為臺灣省高雄市，桃子園初時為左營區所轄，後部分地區改鼓山區所轄至今，現今屬於鼓山區桃源里的北側一帶（桃源里南側則屬日治時期壽町西側）。